# Trådlös brygga
Trådlös brygga är en teknisk lösning med vars hjälp det går att ansluta två enheter som vanligtvis kommunicerar via datornätverk. Enheterna kan till exempel bestå av två datorer som ansluts till varandra eller en trådlös router och en spelkonsol som på så sätt får en anslutning till ett lokalt nätverk eller internet.